# Condado de Kazimierza
Nota linguística: Não confundir hrabstwo (condado) com powiat (divisão administrativa)..
Kazimierza (em polonês: powiat kazimierski) é um powiat (condado) da Polônia, na voivodia de Santa Cruz. A sede é a cidade de Kazimierza Wielka. Estende-se por uma área de 422,48 km², com 35 770 habitantes, segundo o censo de 2006, com uma densidade de 84,67 hab/km².

## Divisões admistrativas
O condado possui:
Comunas urbana-rurais: Kazimierza Wielka, Skalbmierz
Comunas rurais: Bejsce, Czarnocin, Opatowiec
Cidades: Kazimierza Wielka, Skalbmierz

## Demografia
População (dados de 30 de Junho de 2006):
|          | Total   | Total | Mulheres | Mulheres | Homens  | Homens |
| -------- | ------- | ----- | -------- | -------- | ------- | ------ |
|          | pessoas | %     | pessoas  | %        | pessoas | %      |
| Total    | 35 770  | 100   | 18 132   | 50,7     | 17 638  | 49,3   |
| Cidades  | 7 053   | 100   | 3 668    | 52,0     | 3 385   | 48,0   |
| Povoados | 28 717  | 100   | 14 464   | 50,4     | 14 253  | 49,6   |